# Anton Calenic
Anton Calenic   (Chilia Veche, 1 de febrer de 1943) és un piragüista romanès, ja retirat, que va competir durant la dècada de 1960.
El 1968 va prendre part en els Jocs Olímpics d'Estiu de Ciutat de Mèxic, on guanyà la medalla de plata en la prova del mateixa prova del programa de piragüisme. Formà equip amb Mihai Ţurcaş, Haralambie Ivanov i Dimitrie Ivanov.
En el seu palmarès també destaca una medalla d'or al Campionat del Món de piragüisme en aigües tranquil·les de 1966 i una d'or al Campionat d'Europa.